# 拉特曼斯多夫湖

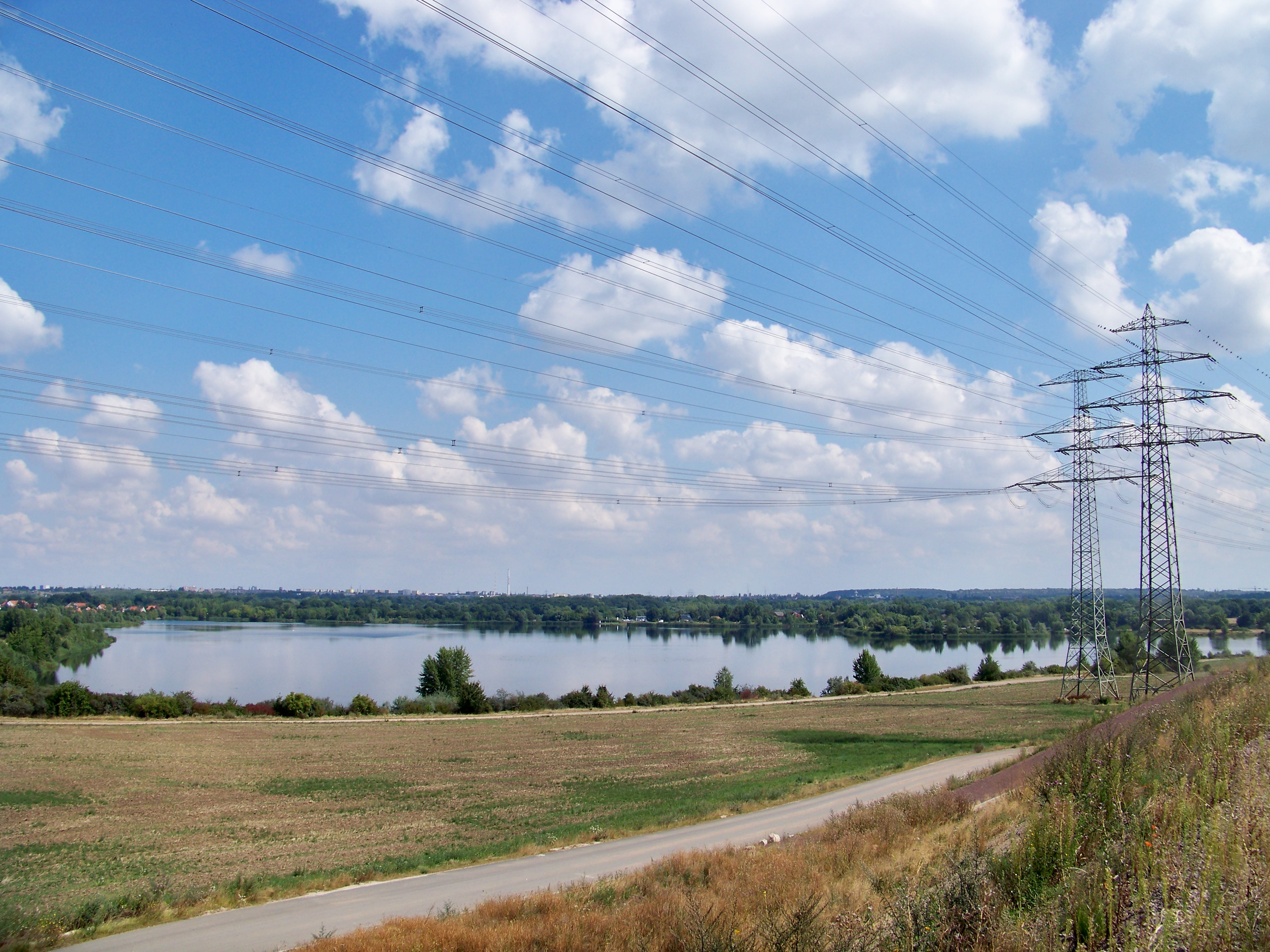

51°24′37″N 11°56′27″E / 51.4102889421389°N 11.940765380859375°E
拉特曼斯多夫湖（德語：Rattmannsdorfer See），是德國的湖泊，位於該國東北部，由薩克森-安哈爾特州負責管轄，處於薩勒縣，面積0.77平方公里，海拔高度79米，平均水深3米，最大水深6米，水體容量230萬立方米。